# 30 juin
Pour les articles homonymes, voir Trente-Juin.
30 mai 30 juillet
Chronologies thématiques
- Croisades
- Ferroviaires
- Sports
- Disney
- Anarchisme
- Catholicisme

Abréviations / Voir aussi
- (° 1852) = né en 1852
- († 1885) = mort en 1885
- a.s. = calendrier julien
- n.s. = calendrier grégorien
- Calendrier
- Calendrier perpétuel
- Liste de calendriers
- Naissances du jour

Le 30 juin est le 181e jour, moins souvent le 182e, de l'année du calendrier grégorien ; il en reste ensuite 184.
Ses équivalents :
- est pour l'un généralement le 12 messidor du calendrier républicain ou révolutionnaire français, officiellement dénommé jour de l'artichaut ;
- tombe pour l'autre toujours un samedi du calendrier universel, dans lequel lors des années bissextiles il est suivi d'un premier dimanche 31 juin précédant le dimanche 1er juillet et premier jour "intercalaire" de l'année (avant le second qui suit le 30 décembre).

## Événements

### Vesiècle
- 451 : les hordes huniques d'Attila ayant renoncé à prendre Paris / Lutèce se rabattent sur Orléans qu'elles mettent à sac comme elles viennent de le faire à Reims et Troyes toujours en Gaule romaine envahie[1].

### VIIIesiècle
- 763 : victoire de l'Empire byzantin de Constantin V sur le premier Empire bulgare de Teletz lors de la bataille d'Anchialos.

### XVesiècle
- 1422 : bataille d'Arbedo, entre les troupes du duc de Milan et les cantons suisses ; victoire des Milanais, qui récupèrent ainsi les possessions helvétiques au sud des Alpes.

### XVIesiècle
- 1520 : les Espagnols sont chassés par les Aztèques de Tenochtitlan (l'actuelle Mexico), durant une nuit qui sera appelée Noche Triste.
- 1521 : bataille de Noain.
- 1522 : première bataille de la saint Marcial commémorée ci-après in fine au Pays basque.
- 1559 : le roi Henri II est blessé grièvement, au cours d'une joute équestre organisée à Paris, rue Saint-Antoine, pour fêter la signature de la paix du Cateau-Cambrésis, et les mariages des sœur et fille du roi. Sa mort, consécutive à ses blessures le 10 juillet suivant, marque la fin des sports de chevalerie en France, et la destruction par sa veuve, Catherine de Médicis, de l'Hôtel des Tournelles voisin du drame (actuelle place des Vosges).
- 1569 : exécution du négociant huguenot Philippe de Gastine ainsi que de son fils Richard et de son gendre Nicolas Croquet.

### XVIIesiècle
- 1651 : victoire polonaise sur le Khanat de Crimée et la Zaporoguie à la bataille de Berestechko.
- 1688 : les Sept Immortels envoient l'invitation à Guillaume lors de la Glorieuse Révolution.

### XVIIIesiècle
- 1749 : lancement du Soleil-Royal, troisième du nom à intégrer la flotte française.
- 1758 : bataille de Domstadtl pendant la guerre de Sept Ans.

### XIXesiècle
- 1805 : mise en place du territoire du Michigan.
- 1827 : arrivée à Paris de la girafe de Charles X, offerte par le pacha d'Égypte Méhémet Ali, première girafe vivante à entrer en France.
- 1878 : 30 juin 1878 fête nationale en l’honneur de la République, instaurée par le gouvernement Dufaure, immortalisée par plusieurs tableaux de Claude Monet : La rue Montorgueil, fête du 30 juin 1878 et La rue Saint-Denis, fête du 30 juin 1878.
- 1881 : Jules Ferry fait voter la loi sur la liberté de réunion publique (à l'exception des partis politiques).

### XXesiècle
- 1934 : lors de la « nuit des Longs Couteaux », Adolf Hitler lance les SS de Himmler contre les SA de Röhm.
- 1941 : début des pogroms de Lviv, commis par la Wehrmacht, les Einsatzgruppen et l'UPA.
- 1944 : la bataille de Cherbourg s'achève par une victoire des Alliés.
- 1944 : le 30 juin, le convoi du train Kastner quitte Budapest pour mettre en sécurité des victimes de la Shoah en Suisse.
- 1960 : le roi Baudouin, le président congolais Kasa Vubu, et son Premier ministre Lumumba, célèbrent l'indépendance du Congo Kinshasa, à Léopoldville (l'actuelle Kinshasa).
- 1965 : échec des négociations sur le financement de la PAC, et début de la politique de la chaise vide, première grande crise européenne.
- 1968 : en France, lors des élections législatives, la majorité présidentielle enlève 354 des 456 sièges de l'Assemblée nationale.
- 1977 : dissolution de l'Organisation du traité de l'Asie du Sud-Est.

### XXIesiècle
- 2005 : les députés espagnols légalisent le mariage entre personnes de même sexe et l'adoption d'enfant par les couples de même sexe.
- 2011 : résolution n° 1994 du Conseil de sécurité des Nations unies, sur la situation au Moyen-Orient.
- 2017 : le Bundestag, chambre basse du parlement allemand, vote la légalisation du mariage homosexuel.
- 2019 : premières élections municipales depuis 1987 au Togo[2].
- 2024 : en France, premier tour des élections législatives anticipées[3].

## Arts, culture et religion
- 296 : début du pontificat du pape catholique Marcellin.
- 1643 : Molière fonde l'Illustre Théâtre.
- 1988 : schisme catholique traditionaliste de Marcel Lefebvre par rapport au Vatican issu du concile Vatican II.

## Sciences et techniques
- 1827 : mise en service de la ligne de Saint-Étienne à Andrézieux, première ligne de chemin de fer établie en Europe continentale.
- 1860 : débat entre Huxley et Wilberforce à propos de l'ouvrage De l'origine des espèces par Charles Darwin.
- 1908 : un bolide atteignant la Toungouska y produit une explosion de 20 mégatonnes (environ mille fois la puissance de la bombe d'Hiroshima) et y détruit 2 000 km2 de forêts dans la taïga près du lac Baïkal en Sibérie.
- 1971 : trois cosmonautes soviétiques périssent à l'intérieur de la capsule Soyouz 11.
- 1973 : éclipse totale du Soleil la plus longue du siècle (7 min 4 s).
- 2001 : lancement de la sonde spatiale américaine Wilkinson Microwave Anisotropy Probe (W.M.A.P.) destinée à étudier l'anisotropie du rayonnement thermique cosmologique.

## Économie et société
- 1764 : première attaque de la bête du Gévaudan officiellement retenue par l'Histoire.
- 1956 : collision aérienne du Grand Canyon.
- 2007 : inauguration officielle de la passerelle des Trois Pays, qui relie Huningue (France) à Weil am Rhein (Allemagne).
- 2012 : France Télécom arrête définitivement le service du Minitel, après 30 ans d'activité.
- 2014 : la banque française BNP Paribas est condamnée à une amende de 8,97 milliards de dollars, pour violation des embargos américains contre l’Iran, le Soudan et Cuba.
- 2015 : un Lockheed C-130 Hercules de l'armée indonésienne s'écrase dans une zone résidentielle de Medan, l'accident fait 116 morts.
- 2016 : Rupert Murdoch se positionne dans le sport et la radio numérique terrestre en achetant, pour 260 millions d'euros, le 3e groupe de radios privées du Royaume-Uni[4].
- 2019 : absorption de la Police fédérale et de la Marine mexicaine par la Garde nationale du Mexique pour créer une super-institution chargée de la protection civile du pays en proie à une extrême violence et d'importants trafics ou tentatives de corruptions[5].

## Naissances

### XVesiècle
- 1470 : Charles VIII, roi de France de 1483 à 1498 († 7 avril 1498).

### XVIIesiècle
- 1671 : Teodorico Pedrini, missionnaire lazariste, compositeur et claveciniste italien († 10 décembre 1746).
- 1685 : John Gay, poète et dramaturge anglais († 4 décembre 1732).

### XVIIIesiècle
- 1724 : Johann Julius Walbaum, médecin et naturaliste allemand († 21 août 1799).
- 1748 : Jean-Dominique Cassini de Thiry, astronome français († 18 octobre 1845).
- 1755 : Paul Barras, homme politique français († 29 janvier 1829).
- 1798 : Alexander Dyce, écrivain et historien de la littérature écossais († 15 mai 1869).

### XIXesiècle
- 1801 : Frédéric Bastiat, économiste et polémiste français († 24 décembre 1850).
- 1817 : Guillaume Van der Hecht, peintre paysagiste, lithographe et dessinateur belge († 10 septembre 1891).
- 1825 : Ferdinand von Müller, botaniste allemand († 9 octobre 1896).
- 1874 : Fritz Brupbacher, médecin et anarchiste suisse († 1er janvier 1945).
- 1884 : Georges Duhamel, écrivain et académicien français († 13 avril 1966).
- 1892 : Pierre Blanchar, comédien français († 21 novembre 1963).
- 1893 : 
  - Walter Ulbricht, homme politique communiste allemand († 1er août 1973).
  - Harold Laski, théoricien politique britannique († 24 mars 1950).
- 1898 : George Chandler, acteur américain († 10 juin 1985).
- 1899 : František Tomášek, cardinal tchèque, archevêque de Prague († 4 août 1992).
- 1900 : Régis Blachère, orientaliste français académicien ès inscriptions et belles-lettres († 7 août 1973).

### XXesiècle
- 1906 : Anthony Mann (Emil Anton Bundesmann dit), cinéaste américain († 29 avril 1967).
- 1909 : Juan Bosch, homme politique et président de la République dominicaine de février à septembre 1963 († 1er novembre 2001).
- 1910 : Josep Bartolí i Guiu, artiste et homme politique espagnol d'expression catalane († 3 décembre 1995).
- 1911 : Czesław Miłosz, poète, romancier, essayiste et traducteur polonais († 14 août 2004).
- 1913 : Alfonso López Michelsen, homme politique colombien, président de la République de Colombie de 1974 à 1978 († 11 juillet 2007).
- 1914 : Agnès Valois, infirmière et religieuse française († 19 avril 2018).
- 1917 :
  - Susan Hayward, actrice américaine († 14 mars 1975).
  - Lena Horne, chanteuse américaine († 9 mai 2010).
- 1919 : Ed Yost (en), inventeur américain († 27 mai 2007).
- 1921 : Pierre Labric, organiste, concertiste, compositeur, improvisateur et pédagogue français (centenaire).
- 1922 : Gilles Lefebvre, violoniste et administrateur québécois, fondateur des Jeunesses musicales du Canada († 27 mai 2001).
- 1923 : André Cousin, prêtre français et normand catholique toujours en exercice en 2022[6],[7].
- 1925 : 
  - Joakim Bergman, traducteur et romancier suédois († 23 décembre 2019).
  - Philippe Jaccottet, écrivain, poète, critique littéraire et traducteur suisse vaudois († 24 février 2021).
- 1930 : 
  - Pierre Miquel, historien, français († 26 novembre 2007).
  - Sheikh Ahmed Zaki Yamani (الشيخ أحمد زكي يماني), ministre saoudien du pétrole et des ressources minérales, et à l'OPEP († 23 février 2021).
- 1932 : Mongo Beti, écrivain camerounais († 7 octobre 2001).
- 1933 :
  - Léa Massari (Anna Maria Massatani dite), actrice italienne.
  - Orval Tessier, joueur et entraîneur canadien de hockey sur glace.
- 1936 : Assia Djebar, écrivaine et académicienne franco-algérienne († 7 février 2015).
- 1938 : Billy Mills, athlète américain spécialiste des courses de fond.
- 1941 : Cyril Atanassof, danseur français, d'origine bulgare.
- 1942 :
  - Robert Duane Ballard, scientifique maritime et explorateur sous-marin américain.
  - Ron Harris, joueur de hockey sur glace canadien.
  - Hermann Hunger, assyriologue autrichien.
  - Jean-Pierre Lacroix, haut fonctionnaire et préfet français.
- 1943 : 
  - Florence Ballard, chanteuse américaine du groupe The Supremes († 22 février 1976).
  - Dieter Kottysch, boxeur allemand, champion olympique († 9 avril 2017).
- 1944 :
  - Raymond Moody, docteur en psychologie et médecin américain.
  - Aymeric Simon-Lorière, homme politique français († 21 avril 1977).
  - Els Ingeborg Smits, actrice néerlandaise († 5 décembre 2011).
  - Ron Swoboda (en), joueur de baseball professionnel américain.
- 1947 : 
  - Jean Mascolo, réalisateur français.
  - Jean-Yves le Drian, ancien ministre français des affaires extérieures.
- 1949 : Alain Finkielkraut, philosophe, polémiste, animateur radiophonique et académicien français au fauteuil de Félicien Marceau.
- 1950 : Leonard Whiting, acteur britannique.
- 1951 :
  - Stanley Clarke, musicien américain.
  - Stephen S. Oswald, astronaute américain.
- 1952 : 
  - Laurent Joffrin (Laurent Mouchard dit), journaliste français.
  - David Garrison, acteur américain.
- 1954 :
  - Pierre Charles, homme d'État dominicain († 6 janvier 2004).
  - Alex Dupont, joueur puis entraîneur français de football († 1er août 2020).
  - Serge Sargsian (Սերժ Ազատի Սարգսյան), homme politique, président de la République d'Arménie de 2008 à 2018.
- 1955 : Gilles Kepel, historien et politologue français.
- 1956 : Volket Beck, athlète est-allemand, champion olympique sur 400 m haies.
- 1958 : Esa-Pekka Salonen, chef d’orchestre et compositeur finlandais.
- 1959 : Vincent D'Onofrio, acteur et producteur de film américain.
- 1961 : Franck Mesnel, joueur de rugby français.
- 1962 : 
  - Tony Fernández, joueur de baseball dominicain.
  - Florence Pernel, actrice française.
  - Michel Nowak, judoka français, médaillé olympique.
- 1963 :
  - Joan Carling, défenseure philippine des droits humains, des peuples autochtones et de l'environnement.
  - Rupert Graves, acteur britannique.
  - Yngwie Malmsteen, guitariste suédois.
  - Olha Bryzhina, athlète ukrainienne spécialiste du 400 m, triple championne olympique.
- 1964 : 
  - Alexandra Manley, comtesse de Frederiksborg.
  - Tanya Dangalakova, nageuse bulgare, championne olympique.
- 1965 : Steve Duchesne, joueur de hockey sur glace québécois.
- 1966 : 
  - Mike Tyson, boxeur poids-lourd américain.
  - Andrey Abduvaliyev, athlète ouzbek, champion olympique du lancer du marteau.
- 1967 : Silke Renk, athlète allemande spécialiste du lancer du javelot, championne olympique.
- 1968 :
  - Phil Anselmo, musicien américain.
  - « El Cordobés » (Manuel Díaz González dit), matador espagnol.
- 1969 : Sébastien Rose, réalisateur et scénariste québécois.
- 1970 :
  - François Chénier, acteur québécois.
  - Mark Grudzielanek, joueur de baseball américain.
- 1971 : Monica Potter, actrice américaine.
- 1972 : Jim McIlvaine, basketteur américain.
- 1974 : Juli Zeh, écrivain allemand.
- 1975 : 
  - Ralf Schumacher, pilote automobile allemand de F1.
  - Botond Storcz, kayakiste hongrois, champion olympique.
- 1977 :
  - Mark van Gisbergen, joueur de rugby anglais.
  - Christophe Landrin, footballeur français.
- 1979 : Sylvain Chavanel, coureur cycliste français.
- 1981 : Vahina Giocante, actrice française.
- 1982 :
  - Lizzy Caplan (Elizabeth Anne Caplan dite), actrice américaine.
  - Otis Harris, athlète américain, champion olympique du relais 4 x 400 m.
- 1983 :
  - Cheryl Cole, chanteuse anglaise.
  - Níkos Oikonomópoulos (Νίκος Οικονομόπουλος), chanteur grec.
- 1985 :
  - Trevor Ariza, basketteur américain.
  - Michael Phelps, nageur américain.
- 1986 :
  - Victoria Crawford, mannequin et catcheuse américaine.
  - Nicola Pozzi, footballeur italien.
- 1987 : Ryan Cook, lanceur de baseball américain.
- 1989 : Miguel Vítor, footballeur portugais.
- 1990 : Jaka Blažič, basketteur slovène.
- 1992 : Holliston Coleman, actrice américaine.
- 1993 : Keita Nakamura, footballeur japonais.
- 1995 : Bbno$, rappeur canadien.

## Décès

### IXesiècle
- 888 : Æthelred (de Cantorbéry), prélat anglo-saxon, dix-huitième archevêque de Cantorbéry (ou Canterbury en anglais) de 870 à sa mort (° à une date non connue).

### XIVesiècle
- 1315 : Ramón Llull, religieux franciscain, philosophe, poète, mystique et missionnaire catalan (° vers 1235).
- 1317 : Borzysław, prélat polonais, archevêque de Gniezno (° non précisée).

### XVIesiècle
- 1522 : Johannes Reuchlin, philosophe et théologien allemand (° 29 janvier 1455).
- 1569 : Philippe de Gastine, négociant huguenot français pendu (° inconnue).

### XVIIesiècle
- 1607 : Caesar Baronius, cardinal et historien italien (° 31 octobre 1538).
- 1649 : Simon Vouet, peintre français (° 9 janvier 1590).
- 1660 : William Oughtred, mathématicien anglais (° 5 mars 1574).
- 1670 : Henriette d'Angleterre, fille du roi Charles Ier d'Angleterre, première épouse de Philippe d'Orléans, belle-sœur de Louis XIV (° 20 juin 1644).

### XIXesiècle
- 1845 : Séverin Fredro, officier militaire polonais (° 6 décembre 1785).
- 1857 : Alcide Dessalines d'Orbigny, naturaliste, explorateur et paléontologue français (° 6 septembre 1802).
- 1866 : Johann Conrad Dorner, peintre autrichien (° 5 août 1809).
- 1882 : Charles J. Guiteau, avocat américain, assassin du président James A. Garfield (° 8 septembre 1841).
- 1886 : William Worthington Jordaan, explorateur de la colonie du Cap (° 1849).

### XXesiècle
- 1905 : Friedrich Ladegast, facteur d'orgue allemand (° 30 août 1818).
- 1906 : Jean Lorrain, écrivain français (° 9 août 1855).
- 1913 : Henri Rochefort, journaliste, écrivain et homme politique français (° 30 janvier 1831).
- 1916 : Gaston Maspero, égyptologue français (° 23 juin 1846).
- 1934 : 
  - Gustav von Kahr, homme politique allemand (° 29 novembre 1862).
  - Kurt von Schleicher, militaire et homme politique allemand, chancelier de la République de Weimar de 1932 à 1933 (° 7 avril 1882).
  - Gregor Strasser, homme politique allemand, directeur de la propagande du NSDAP de 1926 à 1928 (° 31 mai 1892).
- 1942 : Léon Daudet, politique et polémiste français (° 16 novembre 1867).
- 1953 : Vsevolod Poudovkine (Всеволод Илларионович Пудовкин), cinéaste soviétique (° 16 février 1893).
- 1957 : Sébastien Paul Guillaume-Louis, professeur de médecine français (° 21 janvier 1878).
- 1961 : Lee De Forest, inventeur américain en électronique (° 26 août 1873).
- 1971 :
  - Georgi Dobrovolski (Георгий Тимофеевич Добровольский), cosmonaute russe (° 1er juin 1928).
  - Viktor Patsayev (Виктор Иванович Пацаев), cosmonaute russe (° 19 juin 1933).
  - Vladislav Volkov (Владислав Николаевич Волков), cosmonaute russe (° 23 novembre 1935).
- 1982 : Jean Bolo, acteur français (° 1920).
- 1984 : Lillian Hellman, dramaturge et scénariste américaine (° 20 juin 1905).
- 1986 : 
  - Jacques Hélian, chef d’orchestre de music-hall français (° 7 juin 1912).
  - László Lékai, cardinal hongrois, archevêque d'Esztergom et primat de Hongrie (° 12 mars 1910).
  - Jean Raine, peintre, poète et écrivain belge (° 24 janvier 1927).
- 1987 : Federico Mompou, compositeur espagnol (° 16 avril 1893).
- 1990 : Louis Rubaud, maître fusilier marin français, compagnon de la Libération (° 9 octobre 1917).
- 1991 : Tamara Khanum, danseuse ouzbèke (° 29 mars 1906).
- 1993 : Wong Ka-Kui (黄家驹), compositeur, acteur et chanteur hong-kongais (° 10 juin 1962).
- 1995 : Gale Gordon, acteur américain (° 20 février 1906).
- 1996 : 
  - Antonio Franco, footballeur espagnol (° 25 octobre 1911).
  - Antonino Mancuso Fuoco, peintre italien (° 13 juin 1921).
  - David McCampbell, aviateur américain (° 16 janvier 1910).
  - Lákis Petrópoulos, footballeur puis entraîneur grec (° 29 août 1932).
- 1997 : William Bradley, cycliste sur route britannique (° 30 mars 1933).
- 1998 :
  - Fred Asparagus, acteur américain (° 10 juin 1947).
  - Roy Burnett, joueur de rugby à XV gallois (° 6 octobre 1926).
  - Renato Capecchi, baryton italien (° 6 novembre 1923).
  - François Dornic, historien, enseignant, docteur ès lettre et homme politique français (° 1911).
  - Léon-Arthur Elchinger, évêque français (° 2 juillet 1908).
  - Yon Etxaide, écrivain espagnol (° 27 mars 1920).
  - Victor John Peter, hockeyeur sur gazon indien (° 19 juin 1937).

### XXIesiècle
- 2001 : 
  - Chet Atkins, guitariste et producteur américain (° 20 juin 1924).
  - Joe Henderson, saxophoniste de jazz américain (° 24 avril 1937).
- 2003 : Buddy Hackett, humoriste et acteur américain (° 31 août 1924).
- 2005 : Guy Mauffette, acteur, poète et animateur de radio québécois (° 8 janvier 1915).
- 2009 : 
  - Pina Bausch, danseuse et chorégraphe allemande (° 27 juillet 1940).
  - Jacques Fauteux, présentateur de nouvelles et animateur de télévision québécois (° 29 janvier 1933).
  - Harve Presnell, acteur et chanteur américain (° 14 septembre 1933).
- 2012 : 
  - Olivier Ferrand, haut fonctionnaire et homme politique français, fondateur du think tank Terra Nova (° 8 novembre 1969)
  - Yitzhak Shamir (רימש קחצי), homme politique israélien, ancien Premier ministre de 1983 à 1984 puis de 1986 à 1992 (° 15 octobre 1915).
- 2015 : Charles Harbutt, photographe et photojournaliste américain de l'agence Magnum Photos (° 29 juillet 1935).
- 2016 :
  - Martin Lundström, fondeur suédois, champion olympique en 1948 (° 30 mai 1918).
  - Apollinaire Malu Malu, prêtre congolais, activiste et homme d’État de la RDC (° 22 juillet 1961).
- 2017 :
  - Darrall Imhoff, basketteur américain (° 11 octobre 1938).
  - Simone Veil, femme niçoise et française déportée puis entrée en politique, ministre, première femme présidente du Parlement européen, académicienne, panthéonisée post-mortem à Paris avec son conjoint (° 13 juillet 1927).
- 2019 : Anne Vanderlove, autrice-compositrice-interprète française d'origine néerlandaise (° 11 décembre 1943).
- 2023 :
  - Monte Cazazza, artiste et compositeur américain (° 13 novembre 1954).
  - Hélène Clastres, ethnologue française (° 13 janvier 1936).
  - Darren Drozdov, essayiste, un joueur de football américain et catcheur américain (° 7 avril 1969).
  - Farimah Farjami, actrice iranienne (° 8 mai 1952).
- 2024 :
  - Manuel Cargaleiro, peintre et céramiste portugais (° 16 mars 1927).
  - Jean-Pierre Descombes, animateur de télévision français (° 20 décembre 1947).
  - Gilbert Desmet, coureur cycliste belge (° 3 février 1931).
  - Habib Janhani, universitaire et historien tunisien (° 26 juin 1934).
  - Maria Rosaria Omaggio, écrivaine et actrice italienne (° 11 janvier 1954).
  - Éric Poujade, gymnaste français (° 8 août 1972).
  - Rajavarothiam Sampanthan, homme politique srilankais (° 5 février 1933).
  - Zhang Zhijie, joueur de badminton chinois (° 30 janvier 2007).

## Célébrations

### Internationale
Nations unies : journée mondiale des astéroïdes en souvenir de la désagrégation d'un météoroïde dans la Toungouska en Sibérie centrale le 30 juin 1908 ci-avant vers 7 h 13,.

### Nationales
- Chili : día del bombero voluntario / « journée du pompier volontaire »[10].
- République démocratique du Congo (Union africaine) : fête nationale commémorant l'indépendance obtenue en 1960 ci-avant vis-à-vis de la Belgique.
- Guatemala : día del Ejército / « jour de l'armée »[11].
- Irun (Guipuzcoa, Euskadi / Pays basque, Espagne et Union européenne à zone euro) : alarde de San Marcial / « parade de Saint Martial » commémorant la première bataille de San Marcial en 1522, un 30 juin de saint-Martial ci-après[12].
- Israël : journée de la Marine, à la suite de la capture du port de Haïfa par Israël en 1948, lors de la guerre d'indépendance de 1947-1949.
- Limoges (Haute-Vienne, France) : fête patronale de la ville via Saint Martial ci-après.

### Religieuse
Christianisme : synaxe des douze apôtres pour l'église orthodoxe.

### Saints des Églises chrétiennes

#### Saints catholiques et orthodoxes du jour
Référencés ci-après in fine, :
- les premiers martyrs de l'Église de Rome (Ier siècle).
- Adèle († vers 700) -ou « Adilie », « Adile » ou « Adilia »-, abbesse d'Orp-le-Grand dans le Brabant wallon (et voir 24 décembre).
- Basilide de Rome († 202), soldat martyr après avoir défendu sainte Potamienne en route vers son supplice avec d'autres disciples d'Origène (29 juin in fine).
- Bertrand († 623) -ou « Bertichramn » ou « Bertringan »-, archidiacre de Paris puis évêque du Mans, thaumaturge (et voir st Bertrand de Comminges lors d'une autre date).
- Clotsinde de Marchiennes († v. 714), moniale.
- Erentrude de Worms (VIIIe siècle), abbesse.
- Lucine de Rome (IVe siècle), martyr.
- Martial (IIIe siècle), évêque et patron de Limoges.

#### Saints et bienheureux catholiques du jour
référencés ci-après :
- Adolphe d'Osnabrück († 1224), moine puis évêque d'Osnabrück ; fêté le 11 février en Orient ( et voir Adelphe les 11 septembre).
- Arnoul Cornebout († 1228), bienheureux moine cistercien belge.
- Basile Velyckovsky († 1973), bienheureux évêque ukrainien.
- Janvier-Marie Sarnelli († 1744), bienheureux prêtre rédemptoriste italien (et non saint Janvier de Naples).
- Ladislas Ier de Hongrie ou « saint Ladislas » († 1095), roi de Hongrie.
- Ostian de Viviers (VIe siècle), prêtre.
- Othon de Bamberg († 1139), évêque de Bamberg en Bavière.
- Philippe Powel († 1646), bienheureux bénédictin anglais martyr.
- Raymond Li Quanzhen et Pierre Li Quanhui († 1900), laïcs chinois martyrs.
- Thibaut de Provins († 1066), prêtre et ermite.
- Ubald de Gubbio († 1160), évêque italien.
- Vincent Do Yên († 1838), prêtre dominicain vietnamien martyr.
- Zénon Kovalyk († 1941), bienheureux prêtre rédemptoriste martyr.

#### Saints orthodoxes
Outre les saints œcuméniques voire pré-schismatiques ci-avant, aux dates parfois "juliennes" / orientales ...
- Gélase de Ramet (XIVe siècle), moine.
- Georges l'Athonite († 1065), moine.
- Michel le Jardinier († 1770), martyr.

### Prénoms du jour
Bonne fête aux Martial, Marcial, Martiau ; et la forme féminine Martiale.
Et aussi aux :
- Adolphe, et ses formes féminines Adolphie et Adolphine (voir les Adelphe les 11 septembre).
- Aux Cast & Kast ;
- Ladislas et ses variantes : Ladislaw, Laszlo, Vladislas, Vladislav, Wladislav et  Wladislaw au masculin ; Ladislawa au féminin.
- Aux Othon et ses variantes Odon et Otto ;
- aux Ubald.

## Traditions et superstitions

### Dictons
- « À la saint-Martial, l'abeille prend son bien ou son mal. »[15]
- « À saint-Martial, point de charcuterie à l'ail. »[16]
- « Quand Saint Pierre [la veille 29 juin] laisse de la pluie à Saint Martial, Saint Martial donne des essaims autant qu'il en faut. »[17]
- « Quand Saint Pierre [29 juin] ne lave le chemin, Saint Martial le fait comme il faut. »[réf. nécessaire]
- « Saint Pierre et Saint Paul [29] lavent la place à la Saint Martiau. »[18]

### Astrologie
Signe du zodiaque : 9e jour du signe astrologique du cancer.

## Toponymie
Les noms de plusieurs voies, places, sites ou édifices de pays ou régions francophones contiennent cette date sous différentes graphies : voir Trente-Juin .